# Lijst van munteenheden in de Arabische wereld
Dit is de lijst van de 24 valuta's die in omloop zijn in de Arabische wereld. De meest voorkomende munten zijn: dinar, dirham, rial, pond en frank.
| Munteenheid            | ISO 4217 code | Land                         | Voorgaande munt                                    | Jaar |
| ---------------------- | ------------- | ---------------------------- | -------------------------------------------------- | ---- |
| Algerijnse dinar       | DZD           | Algerije                     | Algerijnse frank                                   | 1964 |
| Bahreinse dinar        | BHD           | Bahrein                      | Perzische Golf-roepie                              | 1965 |
| CFA-frank              | XAF           | Tsjaad                       | Frans-Equatoriaal-Afrikaanse frank                 | 1945 |
| Comorese frank         | KMF           | Comoren                      | CFA-frank                                          | 1976 |
| Djiboutiaanse frank    | DJF           | Djibouti                     | CFA-frank                                          | 1949 |
| Egyptische pond        | EGP           | Egypte                       | Egyptische piaster                                 | 1834 |
| Eritrese nakfa         | ERN           | Eritrea                      | Ethiopische birr                                   | 1997 |
| Iraakse dinar          | IQD           | Irak                         | Indiase roepie                                     | 1932 |
| Israëlische sjekel     | ILS           | Palestina                    | Israëlische pond                                   | 1980 |
| Jemenitische rial      | YER           | Jemen                        | Noord-Jemenitische rial en Zuid-Jemenitische dinar | 1990 |
| Jordaanse dinar        | JOD           | Jordanië                     | Palestijnse pond                                   | 1950 |
| Koeweitse dinar        | KWD           | Koeweit                      | Perzische Golf-roepie                              | 1961 |
| Libanese pond          | LBP           | Libanon                      | Libanees-Syrisch pond                              | 1948 |
| Libische dinar         | LYD           | Libië                        | Libische pond                                      | 1971 |
| Marokkaanse dirham     | MAD           | Marokko                      | Marokkaanse frank                                  | 1957 |
| Mauritaanse ouguiya    | MRU           | Mauritanië                   | CFA-frank                                          | 1973 |
| Omaanse rial           | OMR           | Oman                         | Perzische Golf-roepie                              | 1970 |
| Qatarese rial          | QAR           | Qatar                        | Perzische Golf-roepie                              | 1966 |
| Saoedi-Arabische riyal | SAR           | Saoedi-Arabië                | Hidjaz-riyal                                       | 1936 |
| Soedanese pond         | SDG           | Soedan                       | Soedanese dinar                                    | 2007 |
| Somalische shilling    | SOS           | Somalië                      | Somalo                                             | 1962 |
| Syrisch pond           | SYP           | Syrië                        | Libanees-Syrisch pond                              | 1948 |
| Tunesische dinar       | TND           | Tunesië                      | Tunesische frank                                   | 1958 |
| VAE-dirham             | AED           | Verenigde Arabische Emiraten | Perzische Golf-roepie                              | 1966 |

## Munten van afscheidingsgebieden
| Munteenheid           | ISO 4217 code | Gebied                 | Moederland | Voorgaande munt     | Jaar |
| --------------------- | ------------- | ---------------------- | ---------- | ------------------- | ---- |
| Saharaanse peseta     | EHP           | Westelijke Sahara/SADR | Marokko    | Marokkaanse dirham  | 1997 |
| Somalilandse shilling | SLS           | Somaliland             | Somalië    | Somalische shilling | 1994 |